# Lisa Stokke
Lisa Stokke, née le 25 mars 1975 à Tromsø, est une chanteuse et actrice norvégienne.

## Biographie
Elle est diplômée à LIPA, l'école de Paul McCartney à Liverpool, en 1998, à peine quatre mois après avoir terminé ses examens finaux, elle fait son premier rôle comme « Sophie » dans le West End de production de la nouvelle marque ABBA musicale Mamma Mia!. Lisa y reste une partie de la distribution pour un an seulement après avoir été sur scène plusieurs fois. 
En 1999, elle chante la bande annonce du film Help! I'm a Fish.
Elle apparaît dans la comédie musicale Guys and Dolls.
Après le succès de Mamma Mia!, elle interprète dans des rôles différents invités à la télévision britannique et norvégienne, spectacles musicaux et de films, en plus des rôles principaux sur la scène britannique et norvégienne.
En 2005, la chanteuse assiste au concert de Nelson Mandela, pour les maladies du Sida et du VIH  Tromso.
En 2006 Lisa sort son premier album intitulé A Piece of Lisa.
En 2010, Lisa Stokke apparaît dans la série documentaire intitulée Lisa Goes To Hollywood, décrivant sa recherche pour un rôle dans Hollywood, la série a été diffusée sur NRK.
En 2013, elle interprète la voix norvégienne d'Elsa dans La Reine des neiges.
Elle joue dans quelques publicité comme Ottakringer et à Pari sportif.

## Discographie
- 2006, A Piece of Lisa

## Filmographie

### Télévision
- 2018 : Doctor Who : Trine (1 épisode)
- 2023 : Saving the fucking planet : Sissel